# Gorna (vattendrag i Vitryssland)
Gorna (ryska: Горна) är ett vattendrag i Belarus.   Det ligger i voblasten Homels voblast, i den östra delen av landet, 240 km öster om huvudstaden Minsk.
Omgivningarna runt Gorna är en mosaik av jordbruksmark och naturlig växtlighet. Runt Gorna är det glesbefolkat, med 12 invånare per kvadratkilometer.